# Khorramābād (ort i Mazandaran)
Khorramābād (persiska: خرم آباد) är en ort i Iran.   Den ligger i provinsen Mazandaran, i den norra delen av landet, 130 km norr om huvudstaden Teheran. Khorramābād ligger 13 meter över havet och antalet invånare är 9 936.
Terrängen runt Khorramābād är platt åt nordost, men åt sydväst är den kuperad.Runt Khorramābād är det ganska tätbefolkat, med 116 invånare per kvadratkilometer. Närmaste större samhälle är Tonekābon, 3,7 km norr om Khorramābād. Trakten runt Khorramābād består till största delen av jordbruksmark.